# Kouloughli
Koulougli (dal turco Köleoğlu, derivato da Köle "schiavo" + Oğlu "figlio di"; in italiano anche Cologli) è un'espressione coniata durante il periodo ottomano per designare la progenie mista che si formò con l'incontro tra gli uomini turchi, giannizzeri, e le locali donne nordafricane nella costa maghrebina.
Mentre l'espressione è stata comunemente adottata in Algeria, in Libia e in Tunisia, essa non si è diffusa in Egitto.
Oggi, i discendenti dei koulougli si sono ampiamente integrati nella società dei paesi del Maghreb, tuttavia mantengono alcune particolarità culturali, in particolare nell'ambito culinario e religioso, dal momento che gran parte di queste comunità pratica la scuola hanafita dell'Islam, a differenza della maggioranza malikita. Molte famiglie mantengono cognomi di origine turca.

## Storia
Nel corso dei secoli di presenza ottomana in Nordafrica, numerosi militari arrivarono partendo dall'Anatolia. Le autorità posero il divieto ai turchi di adottare la lingua araba; questo permise alla lingua turca di mantenere il suo prestigio nella regione fino al XIX secolo.